# Zsidahegy (Magyarország)
Zsidahegy (szlovénül Žida, németül Schidau) Szentgotthárd külső területe. Szomszédságában, Szentgotthárd közvetlen közelében van a Zsida nevű városrész. Mindkettőt először 1350-ben említik Sydoufolua néven. Nevét egy helyi szolga nevéről kapta. Sidó, Zsidó, Schidau, Zsidafalva. A két település még hosszú időn át egy falut képzett. A 17. században mindkettő behódolt a törököknek, s a kettős adózás, valamint a szentgotthárdi csata miatt egészen elnéptelenedett majdnem. Amikor a szentgotthárdi apátság a 18. században a Heiligenkreuzi apátsághoz került újra benépesült a falu. 1983-ban egyesítették Szentgotthárddal.
Rábakethely és Zsida között, Zsida falu határában ölték meg Brenner János rábakethelyi káplánt 1957-ben.